# Cabézon toucan
Semnornis ramphastinus
Espèce
Statut de conservation UICN

 NT  : Quasi menacé
Le Cabézon toucan (Semnornis ramphastinus) est une espèce d'oiseau de la famille des Semnornithidae, endémique de la zone néotropicale (Colombie, Équateur).